# Gaëtan Rondeau
Pour les articles homonymes, voir Rondeau.
Gaëtan Rondeau, né le 7 décembre 1873 à Gorron (Mayenne) et mort le 30 juillet 1971 à Nantes, est un homme politique français, maire de Nantes de mars 1941 à octobre 1942.
Son mandat est marqué par la crise des « Cinquante Otages ».

## Biographie

### Carrière
Il fait ses études secondaires au lycée de Nantes, puis des études de droit. Avocat, il est d'abord inscrit au barreau de Paris (1896-1900), puis à celui de Nantes (1900-1906), avant d'être nommé juge de paix suppléant pour le 2e Canton de Nantes.
Il devient secrétaire général de la Ville à partir de 1908 (municipalités Sarradin, Guist'hau et Bellamy). En 1925, il est nommé receveur municipal, poste qu'il occupe jusqu'à sa mise à la retraite le 31 mai 1936.
Il participe à la vie culturelle de Nantes à travers la Revue nantaise et Ouest-Artiste. Il est membre de la commission de surveillance du musée des Beaux-Arts ; en 1919, il participe à la fondation de la Société d'initiative et de documentation artistique, dont le premier président est Marc Elder ; cette association a pour but de faire entrer l'art moderne au musée, étant également fondateur de la Société des amis du musée des beaux-arts de Nantes.

### Maire de Nantes
Sous l'Occupation, il est nommé maire de Nantes le 1er mars 1941 par le secrétaire d'État à l'Intérieur du gouvernement de Vichy. Les membres du nouveau conseil municipal sont nommés le 22 avril 1941 et installés le 5 mai ; pour la première fois, le conseil comprend une femme, Jeanne Lalouette ; les adjoints sont nommés le 16 mai par le secrétaire d'État à l'Intérieur : parmi eux se trouvent Abel Durand (premier adjoint) et Henry Orrion.
Le 20 octobre 1941, le Feldkommandant Karl Hotz, commandant des troupes d'occupation de Loire-Inférieure, est abattu par un groupe de résistants communistes, ce qui entraîne le 22 l'exécution de 48 otages à Châteaubriant (27), à Nantes (16) et au Mont-Valérien (5). Durant les journées de la fin d'octobre, Gaëtan Rondeau est au premier plan pour essayer de limiter les représailles, puisque l'exécution d'un deuxième groupe de 50 otages était prévue, mais n'a finalement pas eu lieu. Le 5 décembre 1941, date du retour à la normale, les conseillers municipaux votent une adresse de remerciement pour son attitude pendant cette crise
Il démissionne le 10 octobre 1942, suivi le 20 par l'ensemble du conseil municipal.
Chevalier de la Légion d'honneur en 1921, il est promu officier par le général de Gaulle le 20 août 1958.

## Hommages
- Rue Gaëtan-Rondeau à Nantes (Île de Nantes, quartier Beaulieu)